# 拉塞爾縣 (堪薩斯州)
拉塞爾县（英語：Russell County，簡稱RS）是美国堪薩斯州中部的一個縣，面積2,328平方公里。根據2020年美國人口普查，共有人口6,691人。縣治拉塞爾（Russell）。該縣成立於1867年2月27日，縣政府成立於1872年；縣名紀念在南北战争中陣亡的阿夫拉·P·拉塞爾（Avra P. Russell）上校。